# JGB
JGB S.A. es una compañía colombiana fabricante de productos farmacéuticos, suplementos multivitaminicos, productos de higiene bucal y del cuidado del hogar, fundada en 1875. Es una de las empresas más antiguas de Colombia.

## Historia
En 1875 el médico Enrique Garcés Velasco fundó la droguería Garcés que atendería con su esposa Joaquina Borrero de Garcés. En 1899 muere el doctor Jorge Enrique Garcés y su hijo Jorge Garcés Borrero junto con su madre asumen la administración de la farmacia. En 1925 la empresa cambió su nombre formalmente por Laboratorios JGB (iniciales de su nombre) especializados en la elaboración de productos farmacéuticos, especialmente a uno de sus productos más comercializados, la cola granulada «Tarrito Rojo».
La planta principal está en la ciudad de Cali y cuenta con dos más en Cartagena de Indias y Cajicá. Hasta 2014 contaba con 1000 empleados. La empresa exporta sus productos a varios distribuidores ubicados en la Región Andina y Estados Unidos y mantiene operaciones en Ecuador y Venezuela.